# جاهزية قتالية

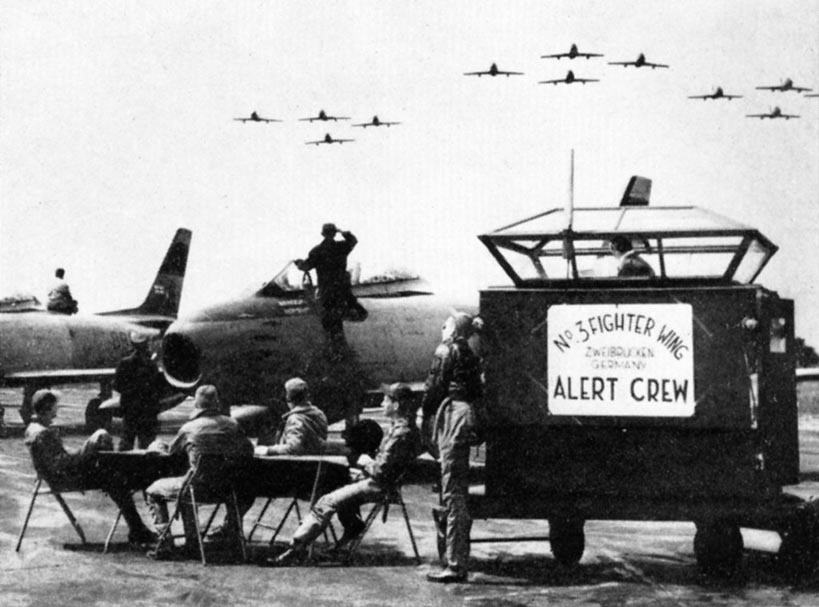
طاقم الإنذار بالقوات الجوية الكندية الملكية في زويبروكين، بألمانيا عام 1956 بانتظار أمر بالإقلاع الفوري

الجاهزية القتالية شرط من شروط القوات المسلحة ومكوناتها من الوحدات والتشكيلات والسفن الحربية والمركبات الجوية وأنظمة الأسلحة أو غيرها من التكنولوجيات والمعدات العسكرية للعمل أثناء المهام أو العمليات العسكرية القتالية أو أداء الوظائف بشكل يتسق مع تنظيمها أو تصميمها أو إدارة الموارد وتدريب فريق العمل أثناء الإعداد للقتال.
وتحافظ معظم القوات المسلحة على مستويات متباينة من الجاهزية القتالية من قبل القوات التي ستشارك في القتال بسبب الاعتبارات الاقتصادية التي تختلف في فترات تتراوح من دقائق إلى أشهر.[3] أما عن فرق القوات المسلحة الحديثة المعروفة باسم القوات الخاصة، والتي عادة ما تكون في أعلى درجات الجاهزية القتالية، فإنها غالبًا ما يتم تنبيهها قبل ساعات قليلة من الاشتراك في القتال. ونظرًا لأن الوقت هو جوهر الأعمال العسكرية التي يتم تنفيذها، فإن قوات مثل طياري الطائرات الاعتراضية يمكن أن تكون في حالة الجاهزية القتالية الكاملة باستمرار.

## مستويات الجاهزية القتالية
تختلف مستويات الجاهزية القتالية بين بلد وآخر، وبصورة عامة يمكن أن نميز ما يكافئ ثلاثة مستويات:
1. الجاهزية القتالية الدائمة أو العادية هي حالة أغلب القطعات والوحدات العسكرية في حالة السلم، ويقوم الأفراد خلالها بأعمال التدريب العادية، ويمكن أن تكون بعض الوحدات غير مكتملة العدد كما قد يغيب لأسباب مبررة وفي إجازات عادية ومرضية حتى 25% من عددها.
2. الجاهزية القتالية العالية تلغى الإجازات الاعتيادية ولا يتجاوز الغياب 10% وتختصر فعاليات التدريب ويجري الاستعداد لتنفيذ المهام القتالية.
3. الجاهزية القتالية الكاملة: تنتشر الوحدات والقطعات والتشكيلات في مواقعها القتالية وفق الخطط الموجودة لديها وتكون مستعدة للانخراط في القتال مباشرة.

## الاستشهادات والملاحظات
1. ↑  Kruys
2. ↑  Andrews & Shambo, p.2

## كتابات أخرى
- Pry, Peter Vincent, War Scare: Russia and America on the Nuclear Brink, Greenwood Publishing Group, 1999 ISBN 0-275-96643-7
- Betts, Richard K., Military Readiness: Concepts, Choices, Consequences, Brookings Institution Press, 1995 ISBN 0-8157-0905-6